# نوع غير مهدد
غير مهدد أو LC (اختصاراً لعبارة Least Concern بالإنجليزية) هو أحد تصنيفات حالة الحفظ التابعة للاتحاد العالمي للحفاظ على الطبيعة والذي يستخدم لوصف المخلوقات غير المعرضة لخطر الإنقراض. من الأمثلة على المخلوقات المصنفة بهذا التصنيف: النحل، و العرعر، والفئران، بالإضافة للبشر. لا يمكن استخدام هذا التصنيف إلا بعد التأكد من عدد الأنواع الحية من المخلوقات. يوجد 14033 نوعاً من الحيوانات مصنف تحت هذا التصنيف، كما يوجد نحو 1500 من النباتات المصنفة بنفس التصنيف.